# Nova Ponte
Nova Ponte is een gemeente in de Braziliaanse deelstaat Minas Gerais. De gemeente telt 12.504 inwoners (schatting 2009).

## Aangrenzende gemeenten
De gemeente grenst aan Estrela do Sul, Indianópolis, Iraí de Minas, Pedrinópolis, Romaria, Sacramento, Santa Juliana en Uberaba.